# John Dalrymple, 1. hrabě ze Stairu
John Dalrymple, 1. hrabě ze Stairu (John Dalrymple, 1st Earl of Stair, 2nd Viscount Stair, 1st Viscount Dalrymple, 2nd Baron Glenluce and Stanraer, 1st Baron Newlinston) (10. listopadu 1648, Stair House, Skotsko – 8. ledna 1707, Edinburgh, Skotsko) byl skotský právník a politik. Od mládí působil v justici, později zastával vysoké funkce ve skotské soudní správě. V letech 1691–1695 byl ministrem pro Skotsko, později byl povýšen na hraběte (1703) a měl významný podíl na sjednání anglicko-skotské unie. Jeho potomstvo patří dodnes k významné šlechtě ve Skotsku, syn John Dalrymple, 2. hrabě ze Stairu (1673–1747) dosáhl v armádě hodnosti polního maršála a prosadil se jako diplomat.

## Kariéra

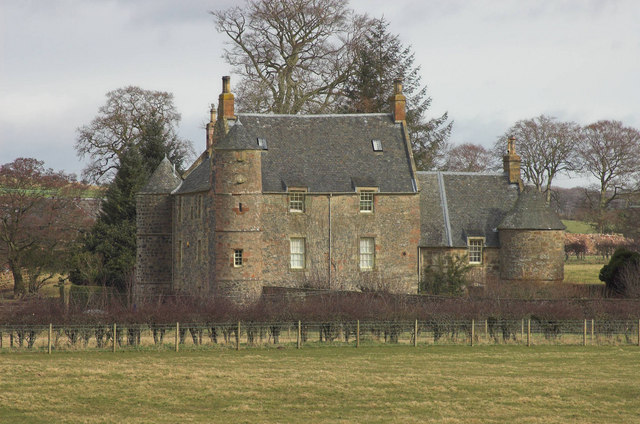
Zámek Stair House (Skotsko)

Pocházel ze skotského šlechtického rodu připomínaného od 14. století, narodil se na rodovém sídle Stair House ve Skotsku jako nejstarší syn významného právníka Johna Dalrympla, 1. vikomta Staira (1619–1695), dlouholetého prezidenta skotského nejvyššího soudu. Po otcově vzoru působil John i se svými mladšími bratry v justici, v roce 1668 byl jmenován rytířem a od roku 1672 byl advokátem, souběžně zastával také řadu správních funkcí v několika skotských hrabstvích. Jako právní zástupce vlivného klanu Campbellů se na konci vlády Karla II. dostal do konfliktu s katolickou politikou a v roce 1682 odešel do Nizozemí. Do Skotska se vrátil po nástupu Jakuba II., v roce 1687 byl jmenován členem skotské Tajné rady a v letech 1687–1688 zastával funkci lorda advokáta ve Skotsku. V roce 1688 podpořil nástup Viléma Oranžského, v roce 1689 byl krátce poslancem skotského parlamentu a v letech 1689–1692 znovu lordem advokátem. Důležitou úlohu v upevňování moci Viléma III. ve Skotsku měl ve funkci skotského státního sekretáře (1691–1695). Z úřadu musel odstoupit po dokončení vyšetřování masakru v Glencoe, na němž měl podstatný podíl. Poté žil několik let v soukromí, jako dědic otcova titulu vikomta byl ale od roku 1695 skotským peerem. Na počátku vlády královny Anny se stal členem anglické Tajné rady (1702) a v roce 1703 získal titul hraběte ze Stairu (platný pouze pro Skotsko). Měl významný podíl na sjednání anglicko-skotské unie, zemřel však krátce před vyhlášením zákona o Unii.

## Rodinné a majetkové poměry
V roce 1669 se oženil s Elizabeth Dundas (1650–1731), která pocházela z vlivné právnické dynastie Dundasů. Měli spolu deset dětí, z nichž tři synové zemřeli v dětství. Dědicem titulů byl syn John Dalrymple (1673–1747), pozdější polní maršál, který zemřel bez potomstva a titul hrabat ze Stairu přecházel postupně na potomstvo jeho dvou mladších bratrů. Z nich William Dalrymple (1678–1744) byl plukovníkem a dlouholetým členem Dolní sněmovny. Nejmladší syn George Dalrymple (1680–1745) byl v mládí poslancem skotského parlamentu. Dcera Margaret (1684–1779) se provdala za svého bratrance 3. hraběte z Loudounu.
Významné funkce ve skotské justici zastávali také mladší bratři 1. hraběte ze Stairu. Sir Hew Dalrymple (1652–1737) byl v letech 1698–1737 prezidentem skotského nejvyššího soudu a v letech 1702–1703 se podílel na přípravě právních článků smlouvy o anglicko-skotské unii. Další bratr Sir David Dalrymple (1665–1721) byl dlouholetým členem Dolní sněmovny a v letech 1714–1720 lordem advokátem ve Skotsku.
Po otci byl dědicem starobylého rodového sídla Stair House v hrabství Ayrshire, kromě toho byl majitelem panství Castle Kennedy, kde později jeho syn John vybudoval proslulý francouzský park. Díky sňatku s Elizabeth Dundasovou získal také panství Newlinston poblíž Edinburghu, také toto sídlo zvelebil jeho dědic syn John.